# NWA World Middleweight Championship
L'NWA World Middleweight Championship è stato un titolo creato dalla National Wrestling Alliance e difeso per la maggior parte della sua esistenza dalla federazione messicana Consejo Mundial de Lucha Libre, dove era noto con il nome di Campeonato Mundial Peso Medio de NWA ed era riservato ai lottatori dal peso tra gli 82 e gli 87 kg.
Il titolo è stato attivo a partire dal 1939, anno in cui fu creato dalla CMLL (allora EMLL) ed è stato ritirato nel 2010, quando la CMLL lo ha restituito alla NWA.

## Storia
Il titolo nacque con il nome generico di World Middleweight Championship nel 1939, quando Salvador Lutteroth, proprietario della EMLL, lo assegnò a Gus Kallio, già cinque volte detentore del National Wrestling Association World Middleweight Championship. Quando Octavio Ganoa sconfisse Kallio il 29 marzo 1939, vinse entrambe le cinture, e nel giro di pochi mesi fu il titolo della federazione messicana ad avere maggior importanza. Quando la EMLL si unì alla National Wrestling Alliance nel 1952, il titolo fu riconosciuto come mondiale dalla NWA, cambiando il suo nome con l'aggiunta della federazione all'inizio.
Alla fine degli anni '80 la EMLL abbandonò la NWA, cambiando nome pochi anni più tardi in Consejo Mundial de Lucha Libre (CMLL). La CMLL mantenne il possesso dei tre titoli NWA che erano difesi nella federazione (gli altri due erano il NWA World Light Heavyweight Championship e il NWA World Welterweight Championship), mantenendo loro il nome di titoli NWA. Nel 1994 Ultimo Dragon acquisì dalla NWA il titolo e il suo controllo creativo, rendendosi campione e iniziando a difendere il titolo principalmente in Giappone. Qui vinse anche il J-Crown, l'unione di otto diversi titoli della categoria dei pesi leggeri, ma il NWA World Middleweight Championship rimase come un titolo a sé stante, non entrando a far parte della J-Crown. Nel 2003 Dragon si accasò alla World Wrestling Entertainment, restituendo il titolo alla CMLL.
Nel marzo 2010 Blue Demon Jr., presidente della federazione NWA Mexico, affiliata alla NWA, chiese alla CMLL di restituire questo e gli altri due titoli NWA posseduti dal Consejo. Dopo una serie di rifiuti iniziali, giustificati dal fatto che i titoli appartenevano di fatto alla federazione messicana, la CMLL restituì i tre titoli alla NWA, sostituendo il NWA Middleweight Championship con il NWA World Historic Middleweight Championship.

## Albo d'oro
| Legenda  |                                                                               |
| -------- | ----------------------------------------------------------------------------- |
| #        | Indica il numero del regno titolato                                           |
| Regno    | Viene indicato il numero del regno del campione                               |
| Data     | La data in cui il titolo è stato vinto                                        |
| Località | Indica il luogo in cui il titolo è stato vinto                                |
| Note     | Indica notizie particolari riguardanti i cambi di titolo o altre informazioni |

| #                                                                          | Campione           | Regno | Data              | Giorni | Località                | Evento                          | Note | Fonti  |
| -------------------------------------------------------------------------- | ------------------ | ----- | ----------------- | ------ | ----------------------- | ------------------------------- | --- | ------ |
| Empresa Mexicana de Lucha Libre (EMLL)                                     |                    |       |                   |        |                         |                                 | |        |
| 1                                                                          | Gus Kallio         | 1     | --                | --     | --                      | House Show                      | Il titolo, nato come generico World Middleweight Title, fu assegnato d'ufficio a Gus Kallio tra il 1938 e il 1939 in virtù del fatto che aveva già vinto il National Wrestling Association World Middleweight Championship negli Stati Uniti. |        |
| 2                                                                          | Octavio Gaona      | 1     | 19 febbraio 1939  | 350    | Città del Messico       | House Show                      | Gaona, una volta vinto il titolo, lo rese esclusivo della EMLL. Vinse anche l'altro titolo mondiale, di proprietà della National Wrestling Association, detenuto da Kallio.                                                                   |        |
| 3                                                                          | Tarzán López       | 1     | 4 febbraio 1940   | 681    | Città del Messico       | House Show                      | López vinse entrambe le versioni del titolo, e da questo momento iniziò a promuovere solo quella della EMLL. |        |
| 4                                                                          | Black Guzmán       | 1     | 16 dicembre 1941  | 57     | Città del Messico       | House Show                      | |        |
| 5                                                                          | Tarzán López       | 2     | 11 febbraio 1942  | 1.473  | Città del Messico       | House Show                      | | [ 5 ]  |
| 6                                                                          | Gory Guerrero      | 1     | 23 febbraio 1946  | 782    | Città del Messico       | House Show                      | |        |
| 7                                                                          | Mike Kelly         | 1     | 12 aprile 1948    | 411    | Città del Messico       | House Show                      | |        |
| 8                                                                          | Tarzán López       | 3     | 28 maggio 1949    | 481    | Città del Messico       | House Show                      | |        |
| 9                                                                          | Sugi Sito          | 1     | 21 settembre 1950 | 368    | Città del Messico       | EMLL 17° Aniversario            | | [ 6 ]  |
| 10                                                                         | Enrique Llanes     | 1     | 24 settembre 1951 | 132    | Città del Messico       | EMLL 18° Aniversario            | | [ 6 ]  |
| —                                                                          | Vacante            | —     | 3 febbraio 1952   | —      | —                       | —                               | La EMLL rese il titolo vacante per ragioni non documentate. |        |
| 11                                                                         | Tarzán López       | 4     | 13 luglio 1952    | 342    | Città del Messico       | House Show                      | Tarzán López vinse un torneo per riassegnare il titolo vacante. |        |
| National Wrestling Alliance (NWA) / Empresa Mexicana de Lucha Libre (EMLL) |                    |       |                   |        |                         |                                 | |        |
| 12                                                                         | Sugi Sito          | 1     | 20 giugno 1953    | 195    | Città del Messico       | House Show                      | Dopo l'affiliazione alla NWA il titolo fu rinominato in NWA World Middleweight Championship. |        |
| 13                                                                         | El Santo           | 1     | 1 gennaio 1954    | 1.021  | Città del Messico       | House Show                      | |        |
| 14                                                                         | Rolando Vera       | 1     | 19 ottobre 1956   | 1.455  | Monterrey               | House Show                      | |        |
| 15                                                                         | René Guajardo      | 1     | 13 ottobre 1960   | 415    | Monterrey               | House Show                      | |        |
| 16                                                                         | Antonio Posa       | 1     | 2 dicembre 1961   | 140    | Città del Messico       | House Show                      | |        |
| 17                                                                         | René Guajardo      | 2     | 18 aprile 1962    | 190    | Città del Messico       | House Show                      | |        |
| 18                                                                         | Rayo de Jalisco    | 1     | 25 ottobre 1962   | 583    | Città del Messico       | House Show                      | |        |
| 19                                                                         | Benny Galant       | 1     | 30 maggio 1964    | 118    | Città del Messico       | House Show                      | | [ 7 ]  |
| 20                                                                         | Rayo de Jalisco    | 2     | 25 settembre 1964 | 196    | Città del Messico       | EMLL 31° Aniversario            | | [ 6 ]  |
| 21                                                                         | René Guajardo      | 3     | 9 aprile 1965     | 400    | Città del Messico       | House Show                      | |        |
| 22                                                                         | Jerry London       | 1     | 14 maggio 1966    | 48     | Città del Messico       | House Show                      | |        |
| 23                                                                         | René Guajardo      | 4     | 1 luglio 1966     | 253    | Monterrey               | House Show                      | | [ 8 ]  |
| 24                                                                         | Ray Mendoza        | 1     | 10 marzo 1967     | --     | Città del Messico       | House Show                      | | [ 10 ] |
| —                                                                          | Vacante            | —     | maggio 1967       | —      | —                       | —                               | La EMLL rese il titolo vacante per ragioni non documentate. |        |
| 25                                                                         | René Guajardo      | 5     | 26 luglio 1967    | 629    | —                       | House Show                      | Guajardo vinse uno spareggio per riassegnare il titolo vacante. |        |
| 26                                                                         | El Santo           | 2     | 13 dicembre 1968  | 133    | Città del Messico       | Super Viernes                   | | [ 11 ] |
| 27                                                                         | Rayo de Jalisco    | 3     | 18 aprile 1969    | 119    | Città del Messico       | 13. Aniversario de Arena México | |        |
| 28                                                                         | El Solitario       | 1     | 15 agosto 1969    | 378    | Città del Messico       | EMLL 36° Aniversario            | | [ 6 ]  |
| 29                                                                         | Mashio Koma        | 1     | 28 giugno 1970    | 161    | Città del Messico       | House Show                      | |        |
| 30                                                                         | Aníbal             | 1     | 6 dicembre 1970   | 845    | Città del Messico       | House Show                      | |        |
| 31                                                                         | René Guajardo      | 6     | 30 marzo 1973     | --     | Guadalajara             | House Show                      | |        |
| —                                                                          | Vacante            | —     | 1974              | —      | —                       | —                               | La EMLL rese il titolo vacante per ragioni non documentate. |        |
| 32                                                                         | Aníbal             | 1     | 20 settembre 1974 | --     | Città del Messico       | EMLL 41° Aniversario            | Guajardo vinse uno spareggio per riassegnare il titolo vacante sconfiggendo El Cobarde. | [ 6 ]  |
| —                                                                          | Vacante            | —     | maggio 1875       | —      | —                       | —                               | Il titolo venne reso vacante quando Aníbal lasciò la EMLL per unirsi alla Universal Wrestling Association (UWA). |        |
| 33                                                                         | Perro Aguayo       | 1     | 4 luglio 1975     | 476    | Città del Messico       | House Show                      | Aguayo vinse un torneo per riassegnare il titolo vacante. |        |
| 34                                                                         | El Faraón          | 1     | 22 ottobre 1976   | 140    | Città del Messico       | House Show                      | |        |
| 35                                                                         | Perro Aguayo       | 2     | 11 marzo 1977     | 114    | Città del Messico       | House Show                      | |        |
| 36                                                                         | Ringo Mendoza      | 1     | 3 luglio 1977     | 101    | Guadalajara             | House Show                      | |        |
| 37                                                                         | Joe Plardy         | 1     | 12 ottobre 1977   | 44     | Acapulco                | House Show                      | |        |
| 38                                                                         | El Faraón          | 2     | 25 novembre 1977  | 84     | Città del Messico       | House Show                      | |        |
| 39                                                                         | Ringo Mendoza      | 2     | 17 febbraio 1978  | 51     | Los Angeles, California | House Show                      | |        |
| 40                                                                         | Perro Aguayo       | 3     | 9 aprile 1978     | 75     | Guadalajara             | House Show                      | |        |
| 41                                                                         | Ringo Mendoza      | 3     | 23 luglio 1978    | 51     | Città del Messico       | House Show                      | |        |
| 42                                                                         | Tony Salazar       | 1     | 13 agosto 1978    | 174    | Città del Messico       | House Show                      | |        |
| 43                                                                         | Ringo Mendoza      | 4     | 3 febbraio 1979   | 218    | Acapulco                | House Show                      | |        |
| 44                                                                         | Satoru Sayama      | 1     | 9 settembre 1979  | 201    | Guadalajara             | House Show                      | |        |
| 45                                                                         | El Satánico        | 1     | 28 marzo 1980     | 20     | Città del Messico       | House Show                      | |        |
| 46                                                                         | Cachorro Mendoza   | 1     | 17 aprile 1980    | 59     | Monterrey               | House Show                      | |        |
| 47                                                                         | Sangre Chicana     | 1     | 15 giugno 1980    | 217    | Monterrey               | House Show                      | |        |
| 48                                                                         | Tony Salazar       | 1     | 18 gennaio 1981   | 54     | Monterrey               | House Show                      | | [ 14 ] |
| 49                                                                         | Sangre Chicana     | 2     | 13 marzo 1981     | 21     | Città del Messico       | House Show                      | |        |
| 50                                                                         | Ringo Mendoza      | 5     | 3 aprile 1981     | 240    | Città del Messico       | House Show                      | |        |
| 51                                                                         | El Faraón          | 3     | 29 novembre 1981  | 124    | Guadalajara             | House Show                      | |        |
| 52                                                                         | César Curiel       | 1     | 2 aprile 1982     | 206    | Città del Messico       | House Show                      | |        |
| 53                                                                         | El Satánico        | 2     | 25 ottobre 1982   | 0      | Città del Messico       | House Show                      | |        |
| 54                                                                         | El Jalisco         | 1     | 25 ottobre 1982   | 139    | Guadalajara             | House Show                      | |        |
| 55                                                                         | El Satánico        | 3     | 13 marzo 1983     | 82     | —                       | House Show                      | |        |
| 56                                                                         | Lizmark            | 1     | 3 giugno 1983     | 182    | Città del Messico       | House Show                      | |        |
| 57                                                                         | El Satánico        | 4     | 2 dicembre 1983   | 250    | Città del Messico       | House Show                      | |        |
| 58                                                                         | Gran Cochisse      | 1     | 8 agosto 1984     | 37     | Città del Messico       | House Show                      | |        |
| 59                                                                         | El Satánico        | 5     | 14 settembre 1984 | 16     | Città del Messico       | House Show                      | |        |
| 60                                                                         | Gran Cochisse      | 2     | 30 settembre 1984 | 49     | Guadalajara             | House Show                      | |        |
| 61                                                                         | Gran Hamada        | 1     | 18 novembre 1984  | 138    | Città del Messico       | House Show                      | |        |
| 62                                                                         | La Fiera           | 1     | 5 aprile 1985     | 106    | Città del Messico       | House Show                      | |        |
| 63                                                                         | Chamaco Valaguez   | 1     | 20 luglio 1985    | 302    | Puebla de Zaragoza      | House Show                      | |        |
| 64                                                                         | Gran Cochisse      | 3     | 18 maggio 1986    | 152    | —                       | House Show                      | |        |
| 65                                                                         | Kung Fu            | 1     | 17 ottobre 1986   | 1      | Città del Messico       | House Show                      | |        |
| Empresa Mexicana de Lucha Libre (EMLL)                                     |                    |       |                   |        |                         |                                 | |        |
| 66                                                                         | El Dandy           | 1     | 17 luglio 1987    | 81     | Città del Messico       | House Show                      | |        |
| 67                                                                         | Kung Fu            | 2     | 6 ottobre 1987    | 248    | Città del Messico       | House Show                      | |        |
| 68                                                                         | Atlantis           | 1     | 10 giugno 1988    | 37     | Città del Messico       | House Show                      | |        |
| 69                                                                         | Emilio Charles Jr. | 1     | 17 luglio 1988    | 11     | Città del Messico       | Super Viernes                   | | [ 15 ] |
| 70                                                                         | Atlantis           | 2     | 28 luglio 1988    | 15     | Città del Messico       | Super Viernes                   | | [ 16 ] |
| 71                                                                         | Emilio Charles Jr. | 2     | 13 agosto 1988    | 259    | Città del Messico       | House Show                      | |        |
| 72                                                                         | Ángel Azteca       | 1     | 28 aprile 1989    | 399    | Città del Messico       | Super Viernes                   | | [ 17 ] |
| 73                                                                         | El Dandy           | 2     | 1 giugno 1990     | 61     | Città del Messico       | House Show                      | | [ 18 ] |
| 74                                                                         | Atlantis           | 3     | 1 agosto 1990     | 945    | Acapulco                | House Show                      | |        |
| Consejo Mundial de Lucha Libre (CMLL)                                      |                    |       |                   |        |                         |                                 | |        |
| 75                                                                         | Mano Negra         | 1     | 3 marzo 1993      | 81     | Acapulco                | House Show                      | |        |
| 76                                                                         | Oro                | 1     | 23 maggio 1993    | 41     | —                       | House Show                      | |        |
| 77                                                                         | Mano Negra         | 2     | 3 luglio 1993     | 155    | Puebla de Zaragoza      | House Show                      | |        |
| 78                                                                         | Corazón de León    | 1     | 4 dicembre 1993   | 339    | Città del Messico       | House Show                      | |        |
| 79                                                                         | Ultimo Dragon      | 1     | 8 novembre 1994   | --     | Tokyo, Giappone         | WAR WAR-ISM 1994                | |        |
| —                                                                          | Vacante            | —     | 1998              | —      | —                       | —                               | Ultimo Dragon rese il titolo vacante per un infortunio ad un braccio. |        |
| 80                                                                         | The Great Sasuke   | 1     | 7 febbraio 1999   | 1.546  | Yokohama, Giappone      | Toryumon King of Dragon 1999    | Great Sasuke vinse un torneo per riassegnare il titolo vacante sconfiggendo in finale Tokyo Magnum. |        |
| 81                                                                         | Ultimo Dragon      | 2     | 3 maggio 2003     | --     | Sendai, GIappone        | House Show                      | |        |
| —                                                                          | Vacante            | —     | maggio 2003       | —      | —                       | —                               | Ultimo Dragon rese il titolo vacante quando passò alla World Wrestling Entertainment. |        |
| 82                                                                         | Averno             | 1     | 3 settembre 2004  | 120    | Città del Messico       | House Show                      | |        |
| 83                                                                         | Místico            | 1     | 1 gennaio 2005    | 496    | Città del Messico       | Super Viernes                   | | [ 21 ] |
| 84                                                                         | Black Warrior      | 1     | 12 maggio 2006    | 474    | Città del Messico       | Super Viernes                   | | [ 22 ] |
| 85                                                                         | Místico            | 2     | 29 aprile 2007    | 215    | Città del Messico       | —                               | | [ 23 ] |
| 86                                                                         | Averno             | 2     | 30 novembre 2007  | 986    | Città del Messico       | Super Viernes                   | | [ 23 ] |
| —                                                                          | Disattivato        | —     | 12 agosto 2010    | —      | —                       | —                               | Il titolo fu disattivato quando venne restituito alla NWA e sostituito dal NWA World Historic Middleweight Championship. |        |